# 甘氨酸铜
甘氨酸铜是一种铜的氨基酸盐，化学式C4H8CuN2O4。它可由0.01 mol/L的CuSO4和0.02 mol/L的甘氨酸在弱碱性条件下于室温反应，加入乙醇沉淀后用热水重结晶，加入乙醇沉淀，真空干燥制得。氧化铜和甘氨酸的反应也能得到产物。
甘氨酸铜在145 °C发生分解。顺式结构的甘氨酸铜比反式结构的更加稳定。